# Kivismyg
Kivismyg (Traversia lyalli) är en utdöd flygoförmögen fågelart i familjen klippsmygar inom ordningen tättingar. Fågeln är bara känd från ön Stephens Island i Nya Zeeland. 1894 byggdes en fyr på ön varvid merparten av öns träd avverkades. Detta tillsammans med predation från fyrvaktarens katt resulterade i att arten dog ut runt sekelskiftet 1900.